# Équipe du pays de Galles de rugby à XV au Tournoi des Cinq Nations 1970
L'Équipe du pays de Galles de rugby à XV au Tournoi des Cinq Nations 1970 terminé première en remportant trois victoires et en perdant contre l'équipe d'Irlande. Elle partage la victoire dans le Tournoi avec l'équipe de France. Le pays de Galles réalise le Grand Chelem en 1971 avec pratiquement la même équipe. Cette victoire est la deuxième d’une longue série de huit victoires en onze ans dans le Tournoi des Cinq Nations, de 1969 à 1979. Vingt-trois joueurs ont contribué à ce succès. L'équipe est surtout connue pour son quatuor des lignes arrières : Gareth Edwards, Barry John, Gerald Davies et JPR Williams. Le paquet d'avants est aussi d’excellente qualité, avec cinq joueurs qui ont évolué avec les Lions britanniques.

## Liste des joueurs

### Première ligne
- Denzil Williams 3 matchs, David Lloyd 1 match
- Jeff Young 3 matchs, Vic Perrins 1 match
- Barry Llewelyn 4 matchs

### Deuxième ligne
- Delme Thomas 4 matchs
- Geoff Evans 3 matchs
- Stuart Gallacher 1 match

### Troisième ligne
- Mervyn Davies (4 matchs, 1 essai)
- Dennis Hughes (3 matchs)
- Dai Morris (4 matchs, 2 essais)
- John Taylor (1 match)

### Demi de mêlée
- Gareth Edwards 4 matchs

### Demi d’ouverture
- Barry John (3 matchs)
- Phil Bennett (2 matchs)

### Trois-quarts centre
- John Dawes (4 matchs, 1 essai)
- Arthur Lewis (1 match)
- Billy Raybould (3 matchs)

### Trois-quarts aile
- Laurie Daniels (1 match)
- Ian Hall (2 matchs)
- Roy Mathias (1 match)
- Jim Shanklin (1 match)
- Stuart Watkins (2 matchs)

### Arrière
- JPR Williams (4 matchs)

## Résultats des matchs
- Le 7 février, victoire 18-9 contre l'équipe d'Écosse à Cardiff
- Le 28 février, victoire 17-13 contre l'équipe d'Angleterre à Londres, Twickenham
- Le 14 mars, défaite 14-0 contre l'équipe d'Irlande à Dublin, Lansdowne Road
- Le 4 avril, victoire 11-6 contre l'équipe de France à Cardiff

## Points marqués par les Gallois

### Match contre l'Écosse
- Gareth Edwards (4 points) : 2 transformations
- John Dawes (3 points) : 1 essai
- Dai Morris (3 points) : 1 essai

### Match contre l'Angleterre
- Barry John (6 points) : 1 essai, 1 drop
- JPR Williams (5 points) : 1 essai, 1 transformation
- Mervyn Davies (3 points) : 1 essai

### Match contre la France
- JPR Williams (8 points) : 1 transformation, 2 pénalités
- Dai Morris (3 points) : 1 essai

## Statistiques

### Meilleur réalisateur
- JPR Williams 1 essai, 2 transformations, 2 pénalités
- Dai Morris 2 essais
- Barry John 1 essai, 1 drop
- Mervyn Davies, John Dawes 1 essai
- Gareth Edwards 2 transformations

### Meilleur marqueur d'essais
- Dai Morris 2 essais
- Mervyn Davies, John Dawes, Barry John, JPR Williams 1 essai